# WWE 동창생
WWE 동창생(WWE Alumni)는 예전에 WWE에서 활약했던 레슬러와 임직원들이다.

## WWE 동창생
- 바티스타
- 빅 대디 V
- 빌 데몬트
- 벨베틴 드림
- 빌리 키드먼
- 부기맨
- 버디 머피
- 브라이언 켄드릭
- 라나
- 드라코 안소니
- 사이먼 고치
- 타일러 브리즈
- 판당고
- 브리티시 불독
- 하드코어 할리
- 버디 로저스
- 부쉬워커 부치
- 부쉬워커 루크
- 부치 리드
- 드레이크 매버릭
- 진더 마할
- 린세 도라도
- 그랜 메탈릭
- 캔디스 미쉘
- 루비 라이엇
- 바네사 본
- 차보 게레로
- 아투로 루아시
- 존 모리슨
- 키스 리
- 오니 로컨
- EC3
- 체리
- 크리스 매스터스
- 데이비드 하트 스미스
- 던 마리
- 딘 말렌코
- 다이아몬드 댈러스 페이지
- 도잉크
- 듀크 드로즈
- 더 락
- 카일 오라일리
- 티모시 대처
- 알렉산더 울프
- 킬리언 데인
- 어스퀘이크
- 오스틴 에리즈
- KUSHIDA
- 짐 나이드하트
- 하치맨
- 길버그
- 고블레디 구커
- 어윈 R. 샤이스터
- 아이보리
- 제이크 로버츠
- 제이미 노블
- 재즈
- 질리안
- 조이 스타일스
- 조나단 코치맨
- 카말라
- 킹 콩 번디
- 랜스 스톰
- 리타
- 루나 배천
- 마리아
- 멜리나
- 미셸 맥쿨
- 미스 엘리자베스
- 미싱 링크
- 몰리 할리
- 파파 샹고
- 랜디 새비지
- 리키쉬
- 로드 워리어 애니멀
- 론 시몬스
- S.D. 존스
- 세이블
- 숀 마이클스
- 셸턴 벤저민
- 사이코 시드
- 스키너
- 슬릭 (래퍼)
- 스테이시 키블러
- 스티브 월리암스
- 써니
- 타지리
- 더 허리케인
- 메이븐
- 티파니
- 할랜드
- 토드 그리셤
- 토리
- 토리 윌슨
- 트리시 스트레터스
- 터그보트
- 얼티밋 워리어
- 우마가
- 베이더
- 버질
- 블라디미르 코즐로프
- 요코주나
- 브루노 삼마르티노
- 페드로 모랄레즈
- 밥 백런드
- 릭 플레어
- 헐크 호건
- 앙드레 더 자이언트
- 브렛 하트
- 스팅
- 스티브 오스틴
- 언더테이커
- 케빈 내시
- 커트 앵글
- 골드버그
- 믹 폴리
- 케인
- 빅 쇼
- 크리스 벤와
- 크리스 제리코
- 에디 게레로
- 랍 밴 댐
- 에지
- 크리스천
- 존 브래드쇼 레이필드
- 매트 하디
- 제프 하디
- 보비 래슐리
- 대니얼 브라이언
- 딘 앰브로스
- 브레이 와이어트
- 브라운 스트로우먼
- 사모아 조
- 돌프 지글러
- 리키 스팀보트
- 그렉 발렌타인
- 윌리엄 리걸
- 빌리 건
- 로드 독
- 엑스팍
- 로디 파이퍼
- 미스터 퍼펙트
- 릭 루드
- 브라이언 필만
- 페뷸런스 뮬라
- 웬디 리쳐
- 앨런드라 블레이즈
- 불 나카노
- 차이나
- 빅토리아
- 게일 킴
- 미키 제임스
- 베스 피닉스
- AJ 리
- 페이지
- 사샤 뱅크스
- 론다 라우시
- 토니 스톰
- 엠버 문
- 다코타 카이
- 프랭키 모넷
- 아일라 던
- 지지 돌린
- 테간 녹스
- 미스터 케네디
- 리코셰
- 노 웨이 호세
- 맷 리들
- 대쉬 와일더
- 스캇 도슨
- 세잘 보노니
- 보비 피시
- 잭 갤러거
- 버버레이 더들리
- 디본 더들리
- 스파이크 더들리
- 오웬 하트
- 애덤 콜
- 스캇 스타이너
- 릭 스타이너
- 더스티 로즈
- 골더스트
- 스티비 리처즈
- 대니 버치
- 코나 리브스
- 애쉴리
- 켈리 켈리
- 이브 토레스
- 카르마
- 디오나 퍼라조
- 메르세데스 마르티네즈
- 마리나 샤피르
- 제사민 듀크
- MVP
- 잭 라이더
- 커트 호킨스
- 제프 제럿
- 렉스 루거
- 그레이트 칼리
- 알베르토 델 리오
- 잭 스웨거
- 스캇 홀
- 에릭 영
- 히스 슬레이터
- 스티브 커틀러
- 웨슬리 블레이크
- 칼리스토
- 터커
- 홍키 통크 맨
- 레일라 엘
- 앤드류 마틴
- 라이백
- 얼리샤 폭스
- 재지 개버트
- 빅 캐즈
- 엔조 아모레
- 리치 스완
- TJ 퍼킨스
- 타이나라 콘티
- 빅터
- 코너
- 신 카라
- 후니코
- 루크 하퍼
- 조던 마일스
- 모조 롤리
- 빌리 케이
- 페이턴 로이스
- 레이븐
- 세자로
- 로더릭 스트롱
- 트렌트 세븐
- 샤 새뮤얼스
- 색슨 헉슬리
- 샘 글래드웰
- 애시턴 스미스
- 에디 데니스
- 케니 윌리엄스
- 테오만
- 프리메이트
- 플래시 모건 웹스터
- 와일드 보어
- 잭 스타즈
- 마크 앤드루스
- 데이브 마스티프
- T-본
- 대니 루나
- 니나 새뮤얼스
- 아말
- 에밀리아 맥켄지
- 자야 브룩사이드
- 울프갱
- 조 코피
- 마크 코피
- 크리스토퍼 노윈스키
- 사부
- 샌드맨
- 토미 드리머
- 라이노
- 발 비너스
- 찰리 하스
- 주벤투드 게레라
- 슈퍼 크레이지
- 사이코시스